# Henrik Lilliecreutz
Henrik Salomon Georg Lilliecreutz, född den 23 maj 1844 i Moheda socken, Kronobergs län, död den 12 juli 1918 i Lund, var en svensk friherre och militär.
Lilliecreutz blev underlöjtnant vid Jönköpings regemente 1863, löjtnant där 1868, kapten 1884 och major 1894. Han övergick till regementets reserv 1899, befordrades till överstelöjtnant i armén samma år och beviljades avsked 1904. Lilliecreutz blev riddare av Svärdsorden 1887.